# Alexander von Schlippenbach
Alexander von Schlippenbach (đôi khi được biết đến với tên Alex von Schlippenbach) (sinh ngày 7 tháng 4 năm 1938 tại Berlin) là một nhạc công piano và nhà soạn nhạc jazz.

## Tiểu sử
Schlippenbach bắt đầu chơi piano từ khi 8 tuổi và học cách soạn nhạc với Bernd Alois Zimmermann tại Köln. Trong thời gian học, ông còn chơi nhạc cùng Manfred Schoof. Khi 28, ông thành lập Globe Unity Orchestra. Năm 1988, ông lại lập ra Berlin Contemporary Jazz Orchestra, một big band có sự góp mặt của Willem Breuker, Paul Lovens, Misha Mengelberg, Evan Parker, vợ Schlippenbach là Aki Takase và Kenny Wheeler, cùng một số thành viên khác.
Năm 1994, ông được trao giải Albert Mangelsdorff.
Schlippenbach đã sản xuất nhiều bản thu, và làm việc cho nhiều kênh radio Đúc. Ông là một phần và đã chơi nhạc với nhiều tên tuổi trong giới free jazz châu Âu. Năm 2005, ông phát hành CD gồm những bản tái dựng các tác phẩm của Thelonious Monk có tên Monk's Casino.

## Hình ảnh

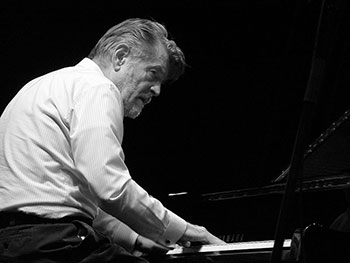
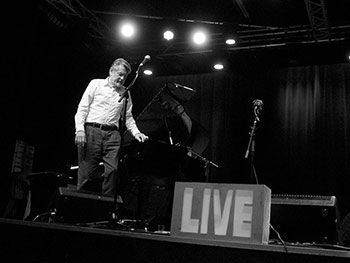

## Đĩa nhạc
Solo:
- 1972, Payan, Enja 2012
- 1977, Piano solo, FMP 0430
- 2005, Twelve tone tales: Vol. 1, Intakt CD 115
- 2005, Twelve tone tales: Vol. 2, Intakt CD 116
- 2012, Schlippenbach plays Monk, Intakt CD 207

Alexander Von Schlippenbach Trio:
- 1972, First Recordings, Trost
- 1972, Pakistani Pomade, FMP 110
- 1972, For example, FMP R123
- 1974/75, Three Nails Left, FMP 0210 Quartet with Peter Kowald
- 1975, Hunting the Snake, UMS/ALP213CD Quartet with Peter Kowald
- 1977, The Hidden Peak, FMP 0410 Quartet with Peter Kowald
- 1981, Detto fra di noi, Po Torch PTR/JWD 10&11
- 1981, Das hohe lied, Po Torch PTR/JWD 16&17 Quartet with Alan Silva
- 1982, Anticlockwise, FMP 1020 Quartet with Alan Silva
- 1990, Elf bagatellen, FMP CD 27
- 1991, Physics, FMP CD 50
- 1994, 50th Birthday Concert, Leo Records CD LR 212/213
- 1998, Complete Combustion, FMP CD 106
- 1998, Swinging the Bim, FMP CD 114/15
- 1999, 2x3=5, Leo CD LR 305 Parker/Guy/Lytton + Schlippenbach Trio
- 2002, Compression: Live at Total Music Meeting 2002, a/l/l 011
- 2003, America 2003, psi 04.06/7. Parker/Schlippenbach/Lytton
- 2005, Winterreise, osi 06.10 Parker/Schlippenbach/Lovens

Globe Unity Orchestra:
- 1966, Globe Unity, Saba 15 109 ST Issued under Schlippenbach's name
- 1967/70, Globe Unity 67 & 70, Atavistic/Unheard Music Series
- 1973, Live in Wuppertal, FMP 0160
- 1974, Hamburg '74, FMP 0650/Atavistic Unheard Music Series UMS/ALP248CD
- 1974, Der alte mann bricht … sein schweigen, FMP S4 (single)
- 1975, Rumbling, FMP CD 40
- 1975, Bavarian calypso/Good bye, FMP S6 (single)
- 1975/1976, Jahrmarkt/Local fair, Po Torch PTR/JWD 2
- 1977, Improvisations, JAPO 60021
- 1977, Pearls, FMP 0380
- 1979, Compositions, JAPO 60027
- 1982, Intergalactic blow, JAPO 60039
- 1986, 20th anniversary, FMP CD45
- 2002, Globe Unity 2002, Intakt CD 086

Schlippenbach/Johansson:
- 1976, Schlippenbach & Johansson live at the Quartier Latin, FMP 0310
- 1977, Kung Bore, FMP0520
- 1979, Drive, FMP0810
- 1979, Idylle und katastrophen, Po Torch PTR/JWD (Sextet)
- 1982, Kalfactor A. Falke, FMP0970
- 1984, Night and day FMP S13 (Schlippenbach/Johansson/Carl/Oliver)
- 1984, Blind aber hungrig - norddeutsche gesänge, FMP S15
- 1986, … über Ursache und Wirkung der Meinungsverschiedenheiten beim Turmbau zu Babel, FMP S20/21 (Septet)
- 1992, Night and Day plays them all, Edition Artelier Graz 6-CD set
- 1994, Smack up again, Two Nineteen Records 2-19-002

Berlin Contemporary Jazz Orchestra:
- 1989, Berlin Contemporary Jazz Orchestra, ECM 1409
- 1993, The morlocks, FMP CD 61
- 1996, Live in Japan '96, DIW-922

Other groups:
- 1966, Heartplants, Saba 15 026. The Gunter Hampel group
- 1966, Voices, CBS 62621. Manfred Schoof group
- 1966/67, The early quintet, FMP 0540. Manfred Schoof
- 1967, Manfred Schoof Sextett, WERGO WER 80003
- 1969, The living music, FMP 0100/UMS/ALP231CD
- 1969, European Echoes, FMP 0010/UMS/ALP232CD. Manfred Schoof
- 1973, Radio Recordings Hessischer Rundfunk, ECM with Peter Kowald, Theo Jörgensmann
- 1980, Jelly roll, FMP SAJ-31. Seven pieces by Jelly Roll Morton
- 1981, Alarm, FMP 1030. Peter Brötzmann group
- 1982, Rondo brillante, FMP 1040. Piano duets with Martin Theurer
- 1984, stranger than love, Po Torch PTR/JWD 12. duet with Paul Lovens
- 1989, Smoke, FMP CD23. Duo with Sunny Murray
- 1990, Trend, Splasc(h) CD H 309.2 Mario Schiano
- 1993/1994, Piano duets: live in Berlin 93/94, FMP OWN-90002. Aki Takase
- 1995, Backgrounds for improvisors, FMP CD 75. Improvisors Pool
- 1997, Tangens, FMP CD 99. Duo with Sam Rivers
- 1997, Digger's harvest, FMP CD 103. Duo with Tony Oxley
- 1997, Legendary: the 27th of May 1997, Birth 045 Gunter Hampel Quintet
- 2002, Broomriding, psi 03.05. Schlippenbach/Mahall/Honsinger/Lovens
- 2003, Open speech, Forward.rec 03. Duo with Carlos Bechegas
- 2003, The Bishop's move, Victo cd 093. Evan Parker & Peter Brötzmann
- 2003/2004, Monk's Casino, Intakt CD 100
- 2004, Lok 03, Leo LR 427. Aki Takase/Alexander Von Schlippenbach/DJ Illvibe
- 2014, So Long, Eric!: Homage to Eric Dolphy, Intakt CD 239. Aki Takase/Alexander Von Schlippenbach